# 윌 프리들
윌 프리들(Will Friedle, 1976년 8월 11일 ~ )은 미국의 배우이자 성우이다.

## 목소리 출연작
- 킴 파서블 - 론 스토퍼블
- 트랜스포머 프라임, 트랜스포머 로봇 인 디스가이즈 - 범블비
- 배트맨 언리미티드: 애니멀 인스팅크트스 - 나이트윙/딕 그레이슨
- 배트맨 언리미티드: 몬스터 메이헴 - 나이트윙/딕 그레이슨
- 레고 DC 코믹스 슈퍼 히어로즈: 저스티스 리그: 고담 시티 브레이크아웃 - 나이트윙/딕 그레이슨
- 배트맨 언리미티드 메흐스 vs 뮤턴트 - 나이트윙/딕 그레이슨
- 배트맨 닌자 - 팀 드레이크/레드 로빈
- 어벤져스 어셈블(2015) - 피터 퀼/스타로드
- 가디언즈 오브 갤럭시(2015) - 피터 퀼/스타로드